# Cochlonema cerasphorum
Cochlonema cerasphorum är en svampart som beskrevs av Drechsler 1961. Cochlonema cerasphorum ingår i släktet Cochlonema och familjen Cochlonemataceae.   Inga underarter finns listade i Catalogue of Life.